# Třebíč
Třebíč (pronunciación en checo: /ˈtr̝̊ɛbiːtʃ/) es una ciudad que se encuentra en oeste de Moravia, en la provincia Vysočina que está en el sudeste de la República Checa. Třebíč está a 185km de la capital, Praga, y a 56km de Brno.
Třebíč tiene una población de 36 641 habitantes y se extiende en un área de 56km2. La ciudad está dividida en 17 partes desde el aňo 1995. En el centro de la ciudad hay muchos monumentos importantes. Cerca de la ciudad se encuentra la central de Dukovany, una de las tres centrales nucleares de la República Checa.

## Historia
El origen de la ciudad está relacionado con la fundación de un monasterio benedictino en 1101. En este lugar se encuentra hoy en día el castillo de la ciudad. La primera mención escrita de la ciudad proviene del año 1277. La población comenzó a crecer después de la Segunda Guerra Mundial junto con la construcción de casas y bloques de pisos, en gran parte como un hogar para los empleados de la central de Dukovany. Actualmente, Třebíč es un centro muy importante no solamente por su historia sino también por su valor artístico y estructuras históricas.

## Lugares turísticos
A orillas del río Jihlava, en un lugar llamado Židy, se encuentra uno de los mayores barrios judíos de Europa. Este barrio judío es el único monumento judío fuera de Israel que está registrado por la UNESCO. El registro se llevó a cabo el 3 de julio de 2003. El barrio es muy conocido por sus calles, edificios originales, arcos y muchos otros elementos típicos. Hoy en día el ayuntamiento judío, rabinato, hospital y la mayor parte del resto de monumentos ya no se utilizan para su propósito original. Cada verano aquí tienen lugar numerosos festivales culturales que están relacionados principalmente con la cultura judía.
En el área del castillo se encuentra también la basílica de san Procopio que es, junto con el barrio judío, otro lugar del patrimonio mundial de la UNESCO. En este espacio fue fundada en 1101 una abadía benedictina de la cual proviene el origen de toda la ciudad. Actualmente, en el castillo tiene su sede el Museo de Vysočina, que fue construido en 2013 y en el que hay exposiciones interesantes sobre la historia de la ciudad y el arte local. No muy lejos del castillo está situada una cervecería, cuyas actividades se reanudaron en 2012. La cerveza del lugar es muy popular entre los residentes y en Pascua o Navidad es posible probar cervezas especiales.
La Plaza de Carlos, que está en el centro de la ciudad, es una de las plazas más grandes de la República Checa. Una parte de la torre municipal, que ofrece una hermosa vista de la ciudad, es el reloj, cuya esfera es la tercera más grande de Europa. 
Algunos de los oriundos de Třebíč más destacados son los atletas Patrik Eliáš y Martin Erat, el actor Miroslav Donutil y el artista Ladislav Novák.